# Oasis of the Seas
Oasis of the Seas é um navio cruzeiro operado pela Royal Caribbean International e construído pelos estaleiros da STX Finland em Turku. Ele é a primeira embarcação da Classe Oasis de cruzeiros, seguindo pelo Allure of the Seas, o Harmony of the Seas e o Symphony of the Seas. O MS Oasis of the Seas foi o maior navio do mundo na época de seu lançamento, foi superado pelo navio da mesma classe o Allure of the Seas. O navio tem 225 282 toneladas e capacidade para transportar 5 450 viajantes, 16 andares e um parque de vegetação tropical ao ar livre do tamanho de um campo de futebol, chamado de Central Park. Outra atração da embarcação será o "Rising Tide", um bar que se movimentará de cima a baixo pela superfície da embarcação.

## História
A embarcação foi encomendada em fevereiro de 2006 e projetada sob o nome Projeto Genesis. Sua quilha foi assentada em 12 de novembro de 2007 pela STX Europe, uma subsidiária do grupo sul-coreano STX Corporation, na cidade de Turku, na Finlândia. A empresa anunciou que o investimento total para o navio foi assegurado em 15 de abril de 2009.
O nome Oasis of the Seas — em inglês: oásis dos mares — resultou de uma competição ocorrida em maio de 2008.
Durante a primeira flutuação da embarcação, os rebocadores que o puxavam perderam momentaneamente o controle, e ele chocou-se com a doca. O acidente resultou apenas em danos menores e um pequeno amasso no casco — tudo foi reparado e não chegou a afetar o prazo de entrega.
O navio foi completado e entregue à Royal Caribbean em 28 de outubro de 2009. Dois dias depois, ele partiu da Finlândia para os Estados Unidos.
Na saída do Mar Báltico em 1 de novembro de 2009, o navio teve que passar por baixo da Ponte do Grande Belt, na Dinamarca. Havia uma dificuldade a ser superada pois a ponte tem altura de passagem de 65 m acima do nível da água, enquanto o Oasis tem 72 m de altura. A passagem por baixo da ponte só foi possível recolhendo-se os exaustores superiores do navio, e aproveitando o fenômeno hidrodinâmico conhecido como efeito squat, onde uma embarcação tende a afundar na água quando acelerada. O navio, sendo acelerado à potência próxima da máxima das turbinas, conseguiu passar por baixo da ponte apenas com cerca de 60 cm de folga.
Ao passar pelo Canal da Mancha, o Oasis fez uma parada para que 300 homens que vinham trabalhando a bordo no acabamento desembarcassem, e partiu então em direção ao porto de Everglades, em Fort Lauderdale, na Flórida. O navio chegou em 13 de novembro de 2009, onde plantas tropicais foram instaladas antes de algumas viagens de teste e sua viagem inaugural, ocorrida em 5 de dezembro de 2009.
Embora o chefe dos capitães da Royal Caribbean, William S. Wright, tivesse estado no comando do navio durante sua travessia pelo Oceano Atlântico e primeiras viagens, o comando do Oasis of the Seas é regularmente dos comandantes Trym Selvag e Thore Thorolvsen.
O navio passou por uma pequena reforma no inverno de 2011, com a adição de uma ação permanente de marketing da DreamWorks, onde os passageiros puderam interagir com personagens como o ogre Shrek. O navio também ganhou um cinema 3D. 
Em 2014, o Oasis of the Seas entrou em dique seco para manutenção, e realizou sua primeira temporada européia, em cruzeiros de cinco noites a partir do porto de Barcelona. 
No final de 2016, o navio mudou de porto-base, passando a iniciar seus cruzeiros em Port Canaveral, no norte da Flórida. Com exceção da mini-temporada pela Europa, o Oasis havia, até então, apenas realizado embarques no porto de Fort Lauderdale.

## Destaques do navio
Sete praças diferentemente projetadas, incluindo: 

### BoardwalkSM
- AquaTheater, um teatro ao ar livre que oferece espetáculos aquáticos, um show cómico de mergulho e fontes dançantes
- Carrossel
- A primeira tirolesa em alto-mar
- Duas paredes de escalada
- Salão místico Madame Zamara's Psychic e Tattoo
- Lojas exclusivas para crianças e jovens
- Restaurantes informais, incluindo o Seafood Shack, Johnny Rockets e The Donut Shoppe

### Central ParkSM
A céu aberto, o parque oferece trilhos em torno de recantos de leitura tranquilos e outras surpresas ocultas. 
- Canopy Bar
- Galeria Parkside e estúdio de fotografia Picture This
- Park Café e Vintages
- Restaurante exclusivo 150 Central Park
- 334 com vista para o parque, 254 com varandas

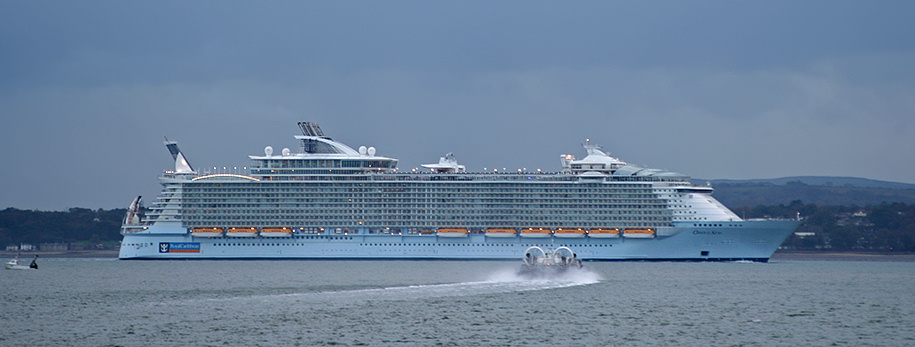
O Oasis na Isle of Wight, Reino Unido (2009).

### Royal PromenadeSM
Maior do que nunca, apresenta uma mezanine com mais lojas, cafés e entretenimentos: 
- Rising Tide Bar – escalando três andares
- Sorrento's Pizzeria, Mondo Café, Café Promenade
- Salão latino Boleros
- Schooner Bar e Champagne Bar
- Karaoke On Air

### Loft Staterooms
28 suítes estilo loft contemporâneas de dois andares

## Dados do navio
- Tonelagem bruta: 225 282[11]
- Comprimento: 361,6 m (1,186.5 pés)
- Largura máxima: 64,9 m (213 pés)
- Calado: 9 m (30 pés)
- Velocidade de cruzeiro: 22,6 nós (41.8 km/h) [12]
- Cabines: 2 700 [13]
- Capacidade de passageiros: 5 400 de ocupação dupla
- Convés: 16 superiores